# Game of Sins
Game of Sins es un álbum de estudio de la agrupación alemana de heavy metal Axel Rudi Pell, publicado en el 2016 por Steamhammer/SPV y producido por Axel Rudi Pell y Charlie Bauerfeind.

## Lista de canciones
1. "Lenta Fortuna (Intro)"
2. "Fire"
3. "Sons In The Night"
4. "Game Of Sins"
5. "Falling Star"
6. "Lost In Love"
7. "The King Of Fools"
8. "Till The World Says Goodbye"
9. "Breaking the Rules"
10. "Forever Free"

### Bonus track
1. "All Along The Watchtower"

## Créditos
- Johnny Gioeli - voz
- Axel Rudi Pell - guitarra
- Volker Krawczak - bajo
- Bobby Rondinelli - batería
- Ferdy Doernberg - teclados